# Stazione di Borgonato-Adro
La stazione di Borgonato-Adro è una stazione ferroviaria posta sulla linea Brescia–Iseo–Edolo, ubicata nei pressi dell'abitato di Borgonato, frazione del comune di Corte Franca. La denominazione completa include il riferimento al comune di Adro ed è presente fin dall'apertura della stazione, avvenuta nel 1911, allo scopo di distinguerla dalla stazione di Borgonato posizionata sulla vecchia Brescia-Iseo.

## Storia
La stazione fu aperta all'esercizio il 4 settembre 1911 assieme alla linea Rovato-Bornato-Iseo.
Fino al 31 gennaio 1919, fu servita dagli accelerati e dagli omnibus della relazione Edolo-Rovato Borgo. A partire dal giorno seguente fu servita dalle stesse tipologie di treno che effettuavano servizio fra Brescia, Iseo ed Edolo, passando per lo scalo di Bornato-Calino, oltre che dai convogli della relazione Iseo–Rovato Borgo.
Tra il 1932 e il 1956 fu anche fermata dei treni della direttrice Iseo-Cremona Porta Milano, estesa nel 1954 fino a Cremona FS.
La relazione Iseo–Rovato Borgo fu soppressa nel 1975, per poi essere riattivata da LeNord, poi Trenord, tra il 2010 e il 2018.

## Strutture e impianti
L'impianto dispone di un fabbricato viaggiatori, dotato di sala d'attesa e utilizzato come sede della locale sezione degli Alpini. L'edificio segue lo stile delle fermate SNFT della Brescia–Iseo–Edolo. In sede di restauro è stato dotato di un nuovo corpo, a un unico livello, che ha unito l'edificio principale alla ritirata.
Il piazzale è composto dal binario di corsa e da un altro di raddoppio, lungo 212 m. Entrambi sono serviti da banchine, collegate tra loro mediante attraversamento a raso e lunghe rispettivamente 109 e 105 m.

## Movimento
La stazione è servita dai treni regionali (R) in servizio sulla relazione Brescia-Iseo e Brescia-Breno/Edolo, eserciti da Trenord nell'ambito del contratto di servizio stipulato con la Regione Lombardia.
Borgonato-Adro è anche servita da alcuni itinerari del servizio turistico Treno dei sapori.

## Servizi
- Sala d'attesa
- Servizi igienici